# Wiktor Martini
Wiktor Marian Martini (ur. 2 sierpnia 1910 w Zagórzanach, zm. 30 kwietnia 1940 w Katyniu) – polski ekonomista, narodowiec (ONR oraz ONR „ABC”), podporucznik piechoty rezerwy Wojska Polskiego, ofiara zbrodni katyńskiej.

## Życiorys
Urodził się w rodzinie Wiktora i Marianny z Roleckich. 

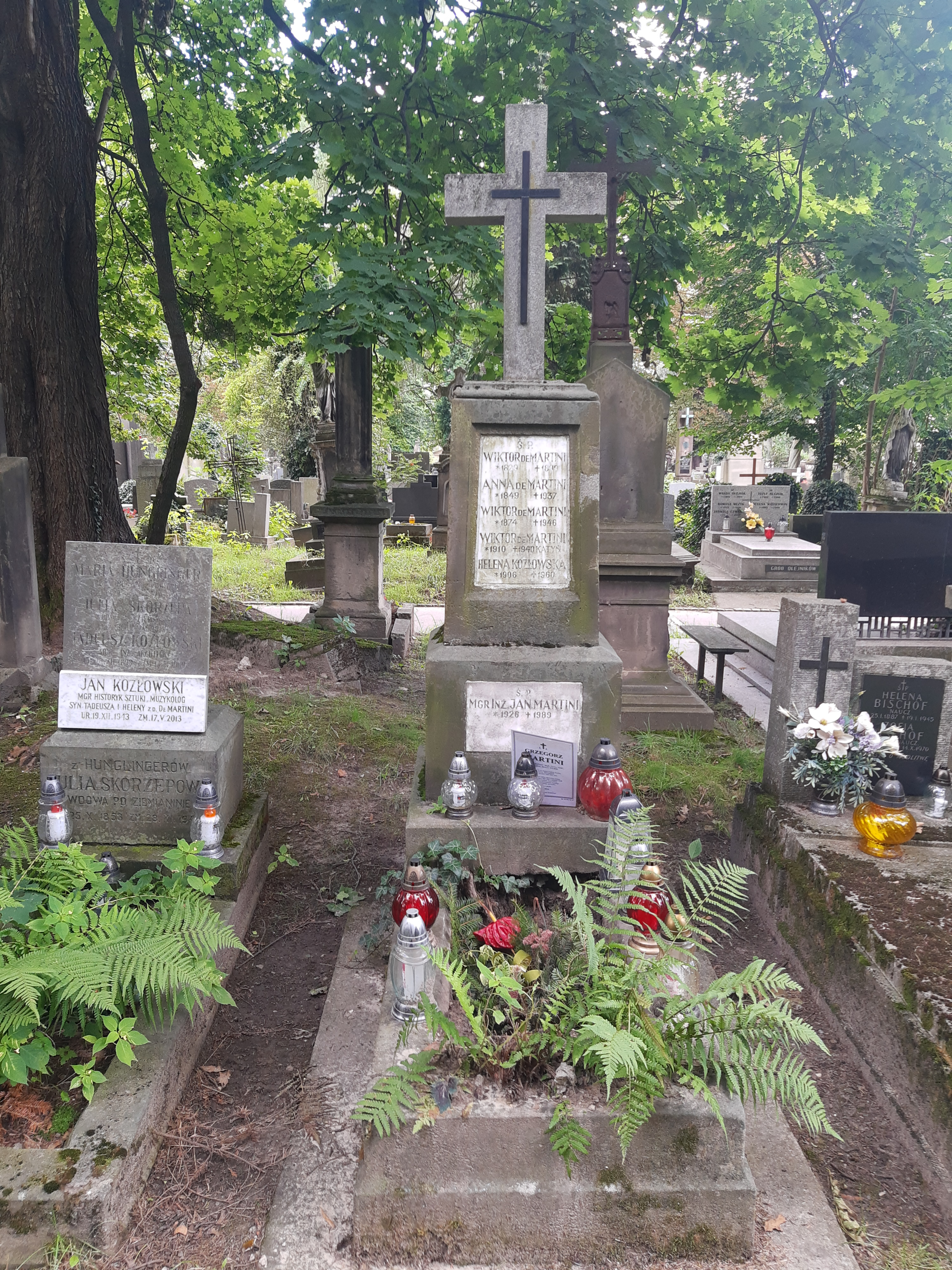
Grób symboliczny Wiktora Martiniego na Cmentarzu Rakowickim (pas 4, rząd zach.)

Uczęszczał do Państwowego Gimnazjum im. Króla Stanisława Leszczyńskiego w Jaśle, gdzie należał do dobrych uczniów. Szkołę ukończył w 1928. Od jesieni 1929 studiował w Wyższej Szkole Handlowej. W ostatnim roku pobytu na tej uczelni był prezesem „Bratniej Pomocy”. W 1928-1929 odbył jednoroczną służbę wojskową w Batalionie Podchorążych Rezerwy Piechoty nr 2 w Tomaszowie Lubelskim. Na stopień podporucznika został mianowany ze starszeństwem z 1 stycznia 1934 i 6. lokatą w korpusie oficerów rezerwy piechoty. Posiadał przydział w rezerwie do 79 Pułku Piechoty.
Jako student zaangażował się w działalność Obozu Wielkiej Polski i Młodzieży Wszechpolskiej. Był w gronie najważniejszych działaczy ONR, a następnie ONR „ABC”. Członek Zjednoczenia Zawodowego „Praca Polska”. Działał w Klubie Dyskusyjnym im. Jana Ludwika Popławskiego. Studia ukończył w 1933. Pod koniec lat 30. pracował w firmie Paged SA.
Zmobilizowany już w lutym 1939. W czasie kampanii wrześniowej walczył z Niemcami i Armią Czerwoną. Po agresji ZSRR na Polskę w nieznanych okolicznościach wzięty do niewoli sowieckiej. Od kwietnia 1940 przebywał w obozie jenieckim w Kozielsku. 28 kwietnia 1940 przekazany do dyspozycji naczelnika Zarządu NKWD Obwodu Smoleńskiego – lista wywózkowa 052/2 z 27 kwietnia 1940. Został zamordowany 30 kwietnia 1940 w Katyniu przez funkcjonariuszy Obwodowego Zarządu NKWD w Smoleńsku oraz pracowników NKWD przybyłych z Moskwy na mocy decyzji Biura Politycznego KC WKP(b) z 5 marca 1940. Ofiary tej zbrodni grzebano w bezimiennych mogiłach zbiorowych, gdzie od 28 lipca 2000 mieści się oficjalnie Polski Cmentarz Wojenny w Katyniu. W miejscu tym prowadzone były ekshumacje i prace archeologiczne. Zidentyfikowany w mundurze podczas ekshumacji nadzorowanych przez Niemców w 1943 pod numerem 3868 (raport dzienny z 2 czerwca 1943). Przy jego szczątkach znaleziono: znak tożsamości, ur. 8.2.910. Figuruje na liście Komisji Technicznej PCK pod numerem 03868 wskazany jako „wojskowy – znak rozpozn. – Warszawa III. ur. 8.II.1910 r.". Niemcy, nie wiedząc o jego śmierci w Katyniu, poszukiwali go do 1942.
5 października 2007 minister obrony narodowej Aleksander Szczygło mianował go pośmiertnie na stopień porucznika. Awans został ogłoszony 10 listopada 2007 w Warszawie, w trakcie uroczystości „Katyń Pamiętamy – Uczcijmy Pamięć Bohaterów”.

### Życie prywatne
Wiktor Martini był żonaty z Zofią Surawską (ślub w 1939, zamordowana w październiku 1944).